# 吉本選江
吉本 選江（よしもと よりえ、1946年4月11日 - ）は、日本の女優。劇団青年座所属。北海道出身。身長160cm。体重47kg。血液型A型。青山学院高等部、青山学院女子短期大学英文科・英文専攻科、青年座養成所卒業。
趣味は麻雀。特技は日本舞踊、珠算。

## 出演作品

### テレビドラマ
NHK
- 大河ドラマ / いのち（1986年） - 藤子
- 玩具の神様（1999年）
- 陽炎の辻2〜居眠り磐音 江戸双紙〜（2008年） - お久美
- 下町ボブスレー（2014年）
- お葬式で会いましょう（2014年）

日本テレビ
- 冬物語
  - 第2話「美しき再会」（1972年）
  - 第9話「雪が降る....」（1973年） - 看護婦
- 前略おふくろ様 第2シリーズ 第10話（1976年） - 仲居
- 池中玄太80キロ
  - 第1シリーズ 第6話「父に贈るカーネーション」（1980年）
  - 池中玄太80キロスペシャル（1986年）
- 火曜サスペンス劇場
  - さよならも言わずに消えた!（1981年）
  - 松本清張作家活動40年記念・たづたづし（1992年）
  - 新・女検事 霞夕子8（1996年）
  - 監察医・室生亜季子26（1999年） - 加藤芳恵
  - 臨床心理士2（2000年）
  - 地方記者・立花陽介20（2003年）
  - 屋形船の女1（2003年） - 上田昌代
- 昨日、悲別で 第3、4話（1984年）
- 秋のシナリオ（1987年）
- ぼくの病気、ガンなの（1989年）
- あなたの知らない世界（1990年）
- 永遠の仔 第6話「弟が放火!!父の罪と母の死…家族が崩壊する」（2000年）
- 町医者ジャンボ!!（2013年） - 百田育代

TBS
- ありがとう
  - 第1シリーズ（1970年）
    - 第5話
    - 第28話

  - 第2シリーズ 第1話（1972年）
- 月曜ドラマスペシャル / 熱血弁護士の事件ノート（1993年）
- 月曜ミステリー劇場 / 西村京太郎サスペンス十津川警部シリーズ（渡瀬恒彦）版 36「河津･天城連続殺人事件」（2006年）- 沖野満知子（中真千子）家の家政婦･キヨ
- 月曜ゴールデン
  - 女教師探偵・西園寺リカの殺人ノート（2008年）
  - 浅見光彦シリーズ
    - 33（2013年） - 田中
    - 35（2016年） - 尼僧

  - ヤメ判 新堂謙介 殺しの事件簿3（2014年）
- 37.5℃の涙（2015年）

フジテレビ
- スケバン刑事 第9話「いじめの根を断て」（1985年）
- このこ誰の子? 第8話「命預けた長距離便」（1986年）
- 西村京太郎サスペンス / 脅迫者（1990年）
- 金曜ドラマシアター / 実録犯罪史シリーズ 昭和の説教強盗（1991年）
- 裸の大将放浪記
  - 第56作「オホーツクに花が咲いた 北海道編」（1992年）
  - 第58作「清が湖で釣った夢」（1993年）
  - 第61作「清のお見合い縁結び」（1993年）
- 白線流し 第3話「天文台の秘密」（1996年）
- フェイス 第4話「あなたの子妊娠しちゃった!」（1997年）
- 金曜エンタテイメント / おばさんデカ 桜乙女の事件帖8（2000年）
- 金曜プレステージ / ドクター小石の事件カルテ3（2006年）
- 麗わしき鬼（2007年）
- 花の鎖（2013年）

テレビ朝日
- 仮面ライダー 第57話「土ぐも男ドクモンド」（1972年、毎日放送） - 看護婦
- ニュードキュメンタリードラマ昭和 松本清張事件にせまる 第1回「昭和20年8月15日 終戦日の荷風と潤一郎」（1984年）
- どうぶつ通り夢ランド 第18話「野良猫キティはシンデレラ?」（1986年）
- 土曜ワイド劇場
  - 北の椿は死を歌う（1989年）
  - 牟田刑事官事件ファイル19（1994年）
  - デパート仕掛け人!天王寺珠美の殺人推理8（2015年）
  - パーフェクト弁護士・南蛇井律子（2017年）
- だまされたって、愛されたい（1989年）
- 火曜ミステリー劇場 / 「スーパービュー踊り子」同窓会殺人旅行（1991年）
- はみだし刑事情熱系 最終回スペシャル（1997年）
- はぐれ刑事純情派13 第10話「襲われた女子大生! 殴られ屋が殺人犯!?」（2000年）
- 京都地検の女（2010年） - 笠松基子
- 相棒 season9第11話「死に過ぎた男」（2011年）- 津島崇（筒井巧）の母･津島加代子
- 松本清張 黒い福音〜国際線スチュワーデス殺人事件〜（2014年）
- ドラマスペシャル 人間の証明（2017年） - 大室よしの
- 刑事7人（2017年） - 広瀬文子

テレビ東京
- 女と愛とミステリー / 寺田家の花嫁（2001年）
- 水曜ミステリー9 / 密会の宿7（2009年） - 高橋キヨ

WOWOW
- 連続ドラマW / CO 移植コーディネーター（2011年）

BSフジ
- 黒蠍（2016年）

### 映画
- 今、親として
- まあだだよ（1993年）
- 海猫（2004年） - 海野 ※方言指導も担当
- 夫婦フーフー日記（2015年） - ダンナの母

### 舞台
- 希望（1990年、紀伊國屋ホール） - 田浦
- おえん（1996年、青年座劇場） - おえん
- スカーレット（1996年、帝国劇場）
- 新版四谷怪談（1999年、紀伊國屋サザンシアター TAKASHIMAYA） - お槇
- 桜姫東文章（2004年、OFF・OFFシアター） - 桶七
- 青年座スタジオ公演「化粧する君の背中が小さく見えて僕はフタコブラクダと砂漠を渡る」（2004年、青年座劇場）
- 唐人お吉の神話（2016年、ブレヒトの芝居小屋）
- 青年座スタジオ公演「かあちゃん」（2017年、青年座劇場）
- 安楽病棟（2018年、本多劇場） - 花栗